# كريستيان بوروس
كريستيان بوروس (بالألمانية: Christian Boros)‏ هو ناشر ورائد أعمال ألماني، ولد في 1964 في زابجه في بولندا.